# Poimenesperus dobraei
Poimenesperus dobraei là một loài bọ cánh cứng trong họ Cerambycidae.